# Sint-Laurens (rivier)
De Sint-Laurens (Frans: fleuve Saint-Laurent, Engels: Saint Lawrence River; in de taal van de Mohawk: Kaniatarowanenneh of "Grote Waterweg") is een grote rivier in de gelijknamige klimaatzone van Noord-Amerika.

## Etymologie
De Sint-Laurens kreeg zijn naam van de Franse ontdekkingsreiziger Jacques Cartier, die in 1534 als eerste Europeaan de rivier opvoer. Hij noemde de rivier naar de heilige Laurens, omdat hij op diens dag, 10 augustus, de rivier opvoer.

## Ligging
De Sint-Laurens verbindt de Atlantische Oceaan met de Grote Meren aan de Canadees-Amerikaanse grens. De rivier stroomt in een noordoostelijke richting en stroomt door de Canadese provincie Québec. De Sint-Laurens vormt ook de grens tussen de Amerikaanse staat New York en de Canadese provincie Ontario. Haar oorsprong ligt nabij Kingston (in Ontario) bij de uitmonding van het Ontariomeer. Vanaf de oorsprong tot haar uitmonding in de Atlantische Oceaan heeft de rivier een totale lengte van 3058 kilometer.
Haar belangrijkste eilanden zijn de Thousand Islands (bij Kingston), de Hochelaga-archipel met Île de Montréal (bij Montréal) en Île Jésus (bij Laval), Île d'Orléans (bij Québec) en Anticosti (ten noorden van het schiereiland Gaspésie).
De rivieren Champlain, de Ottawa (Rivière-des-Outaouis), de Richelieu en de Saguenay monden alle uit in de Saint Lawrence.
De Sint-Laurensrivier mondt via het Sint-Laurensestuarium uit in de Saint Lawrencebaai.

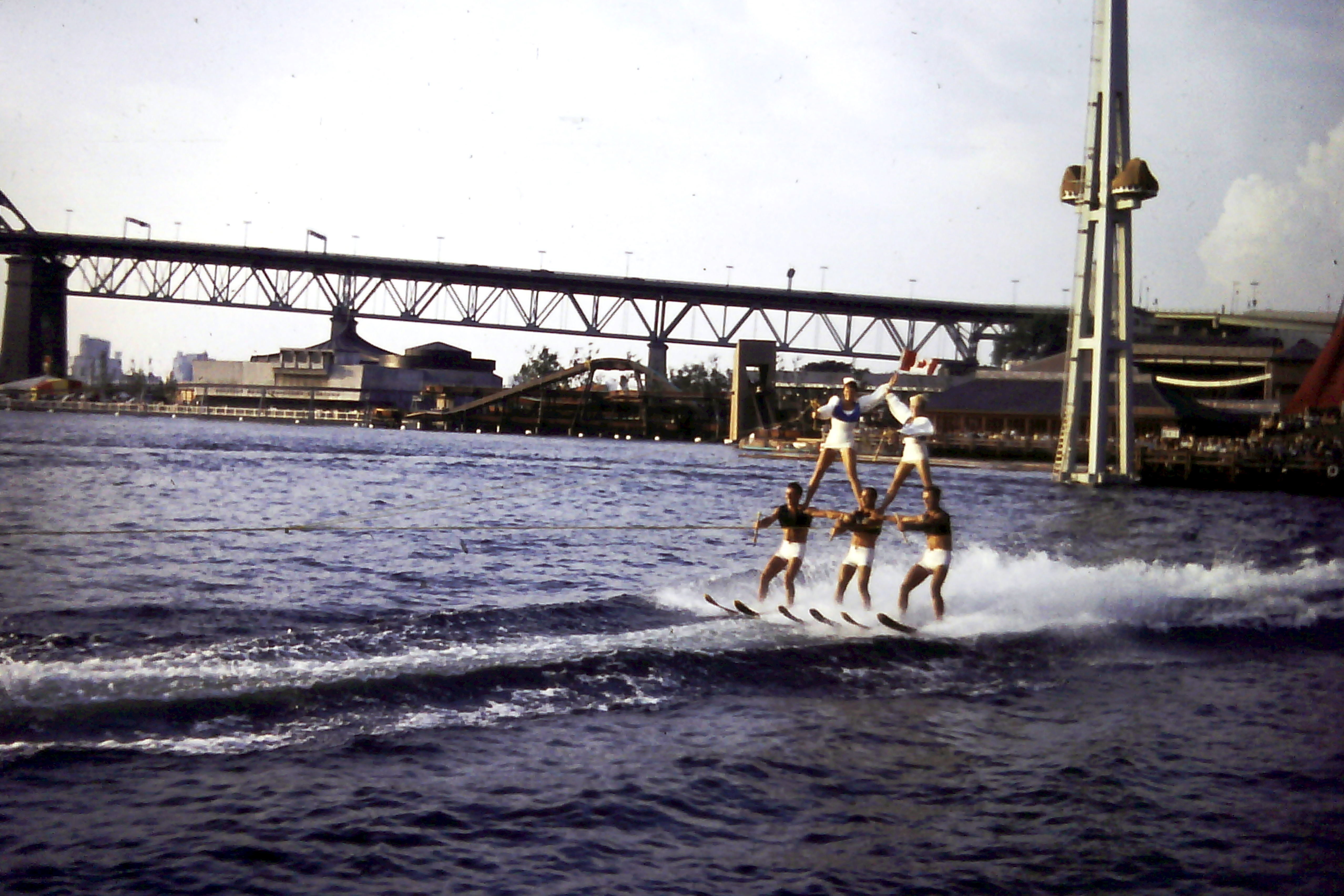
Expo 67 in Montréal
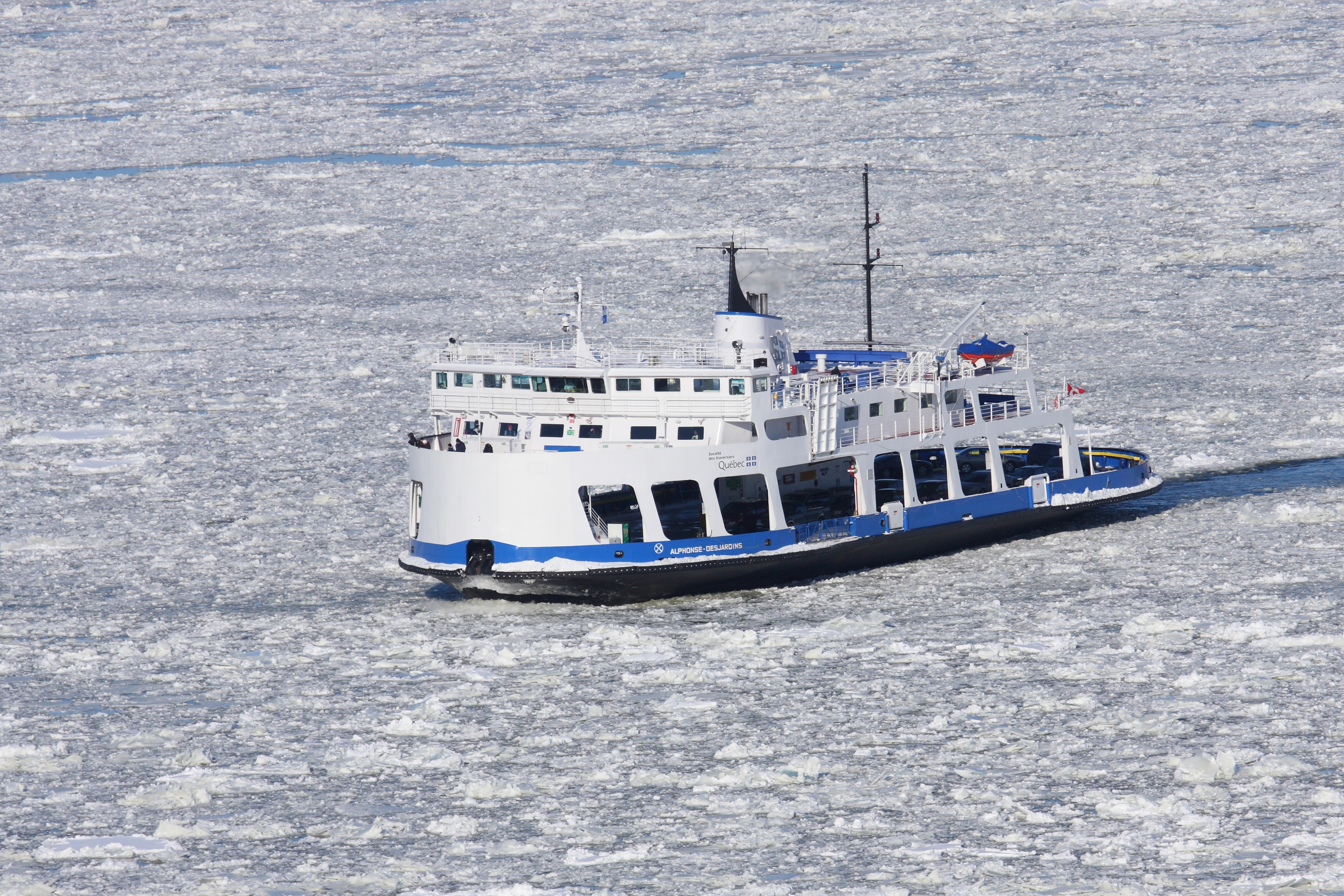
Veerboot bij Québec in de winter
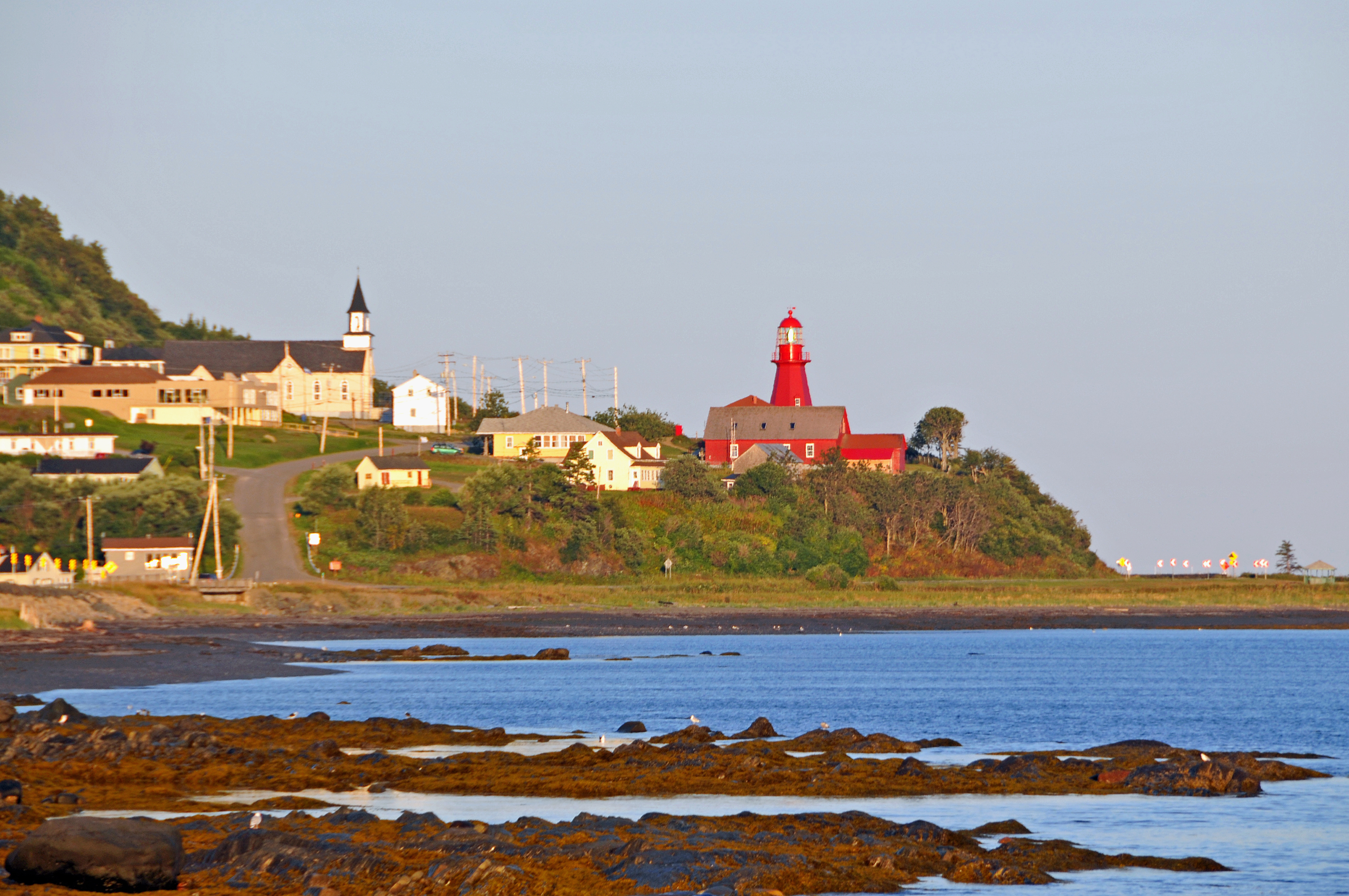
La Martre